# Rynek Dębnicki w Krakowie
Rynek Dębnicki – główny plac dawnej wsi Dębniki stanowiącej obecnie część Krakowa. Położony u zbiegu głównych ulic Dębnik: Madalińskiego, Tynieckiej, Różanej i Bałuckiego. Ma kształt nieregularnego czworoboku. Ukształtowany około 1900 roku nosił początkowo nazwę Plac Dębnicki. Zabudowa rynku ukształtowała się w latach 1893–1912. W 1909 wraz z całymi Dębnikami włączony został w granice Krakowa. W 1912 otrzymał obecną nazwę.
Wokół rynku znajduje się kilka ciekawych architektonicznie kamienic, także zabytkowych.
Obecnie jest to plac targowy, zieleniak.

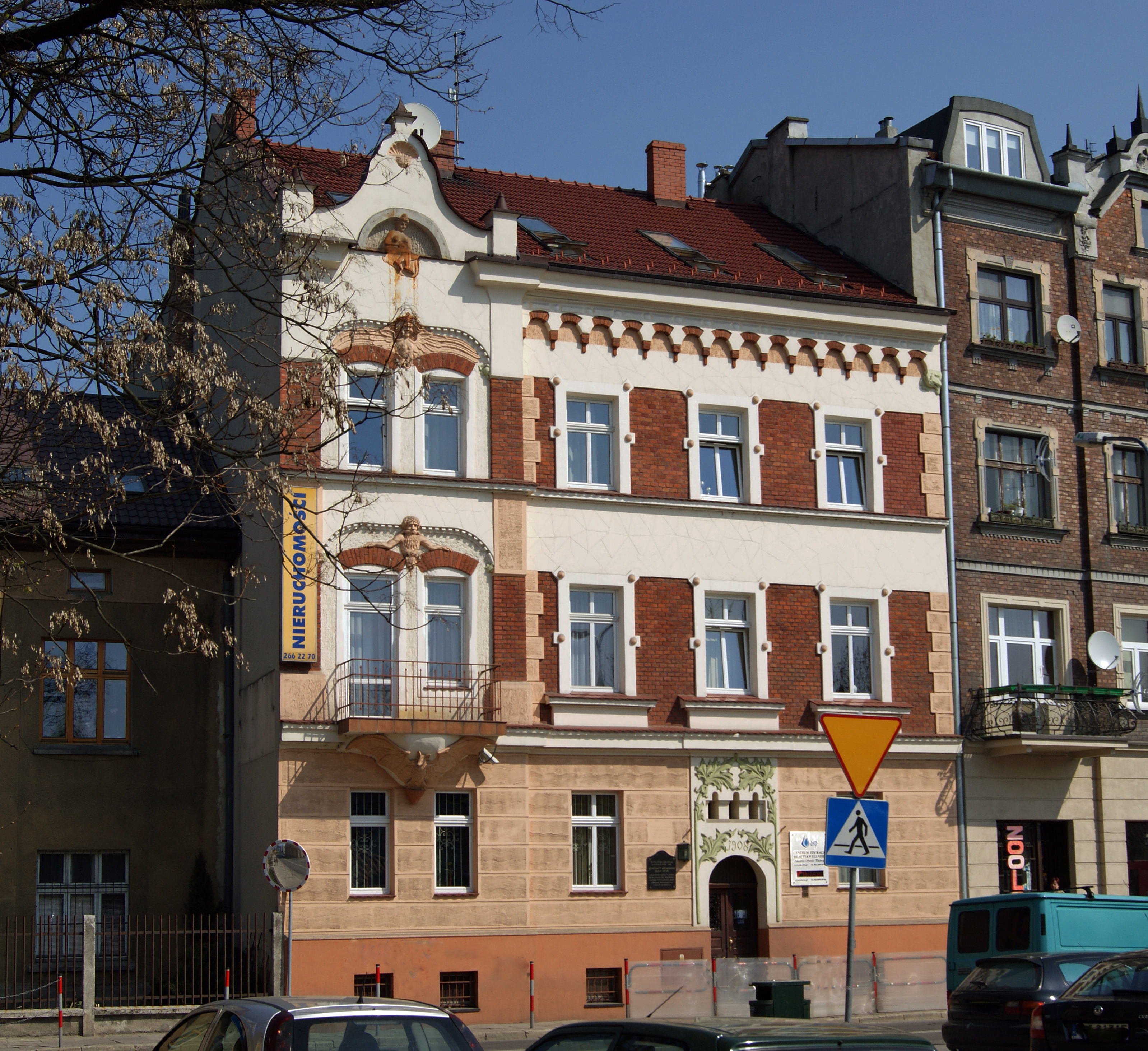
Rynek Dębnicki 4 Dom pod Nietoperzem, secesja (1908 proj. Peregrynus Gajewski). W domu tym mieszkał dramatopisarz Konstanty Krumłowski.
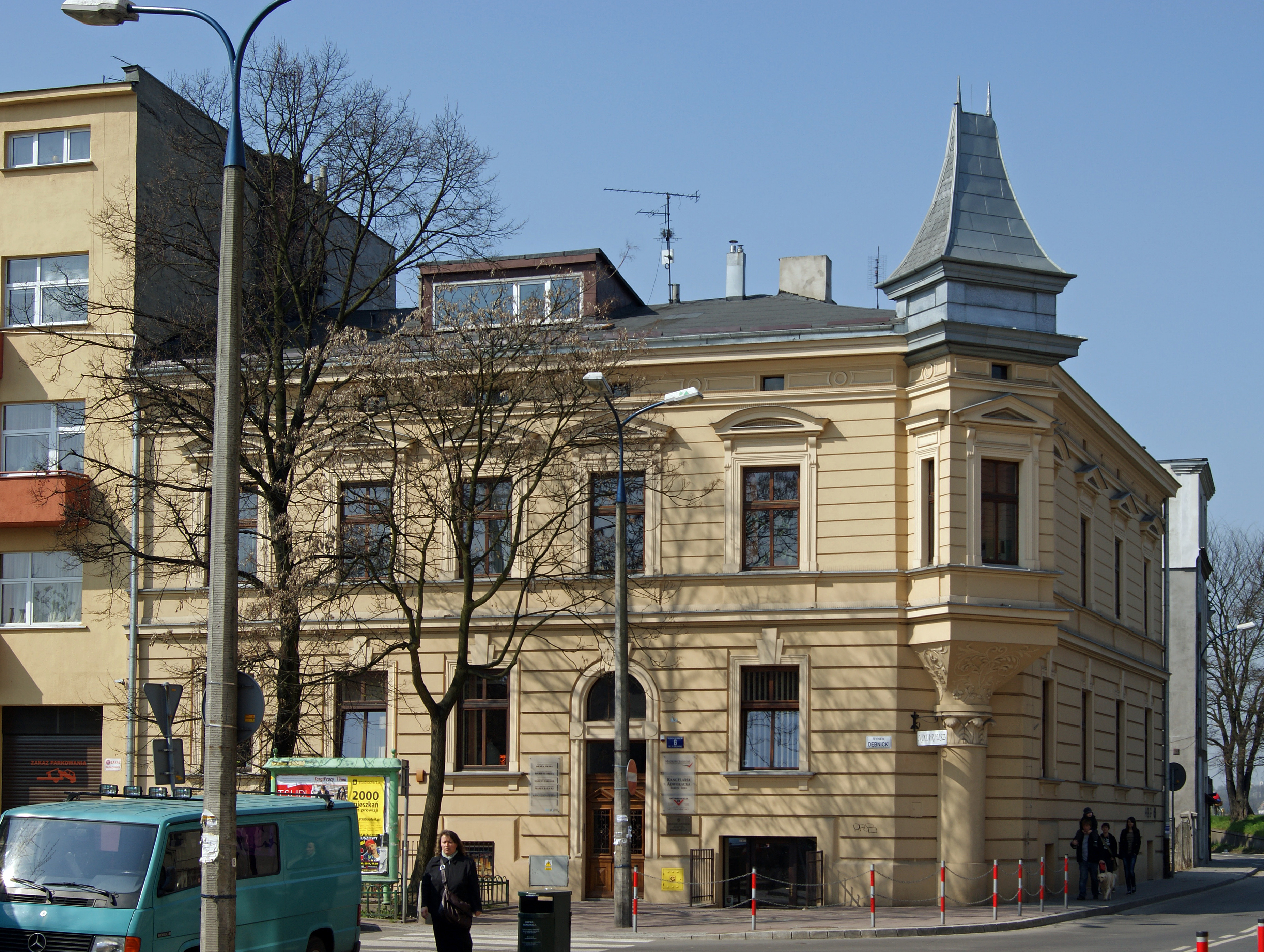
Rynek Dębnicki 6 Zabytkowa kamienica (1906, proj. Stanisław Statowski).
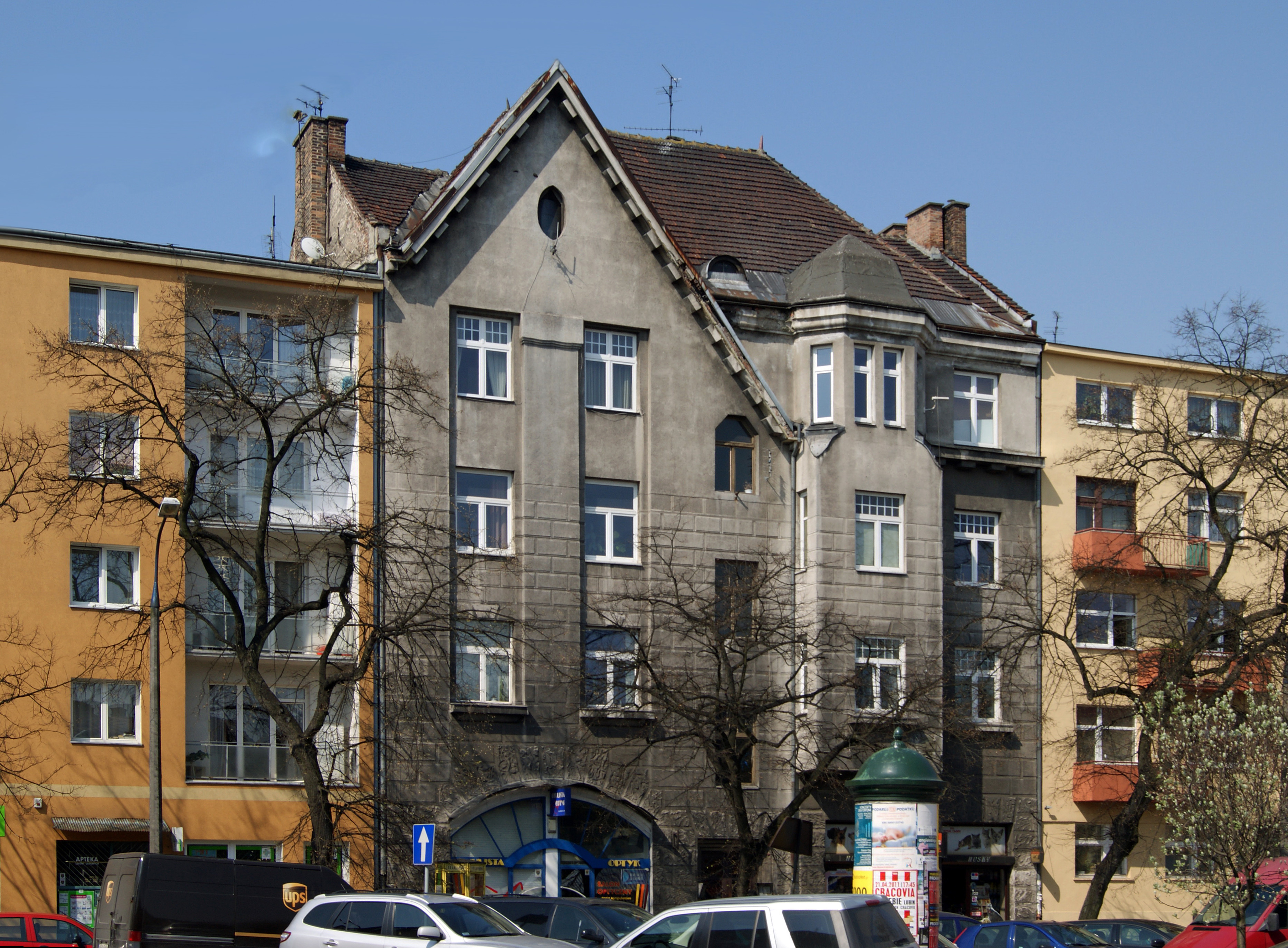
Rynek Dębnicki 8 Kamienica Marii z hr. Romerów Duninowej (1912, proj. Jan Zarzycki).